# Идрис, Хаджи Мохаммад
Хаджи Мохаммад Идрис (пушту حاجی محمد ادریس‎ [hɑˈd͡ʒi mʊˈhamad idˈris]) — афганский государственный деятель, исполняющий обязанности управляющего Центрального банка Афганистана с 24 августа по 8 октября 2021 года.

## Биография
По происхождению — пуштун из провинции Джаузджан. Был главой финансового сектора «Талибана», не имея, при этом, ни формального финансового, ни вообще высшего образования.
23 августа 2021 года официальный представитель «Талибана» Забиулла Муджахид объявил о назначении Хаджи Мохаммада Идриса исполняющий обязанности управляющего Центрального банка Афганистана.